# Far Cry 3
(Vaas Montenegro)
Far Cry 3 è un videogioco sparatutto in prima persona, terzo episodio della serie di Far Cry, uscito in Italia il 30 novembre 2012. Il gioco, disponibile per PlayStation 3, Xbox 360 e PC, è stato sviluppato da Ubisoft, che il 30 marzo 2011 ha comunicato di aver acquisito tutti i diritti di proprietà intellettuale da Crytek, il team dietro il primo capitolo. Il 6 marzo 2018 viene annunciato che tra i contenuti del Season Pass di Far Cry 5, sarà presente anche una remaster di Far Cry 3 per  PlayStation 4 e Xbox One, "Far Cry 3 Classic Edition" priva di modalità online e co-op ma con tutti i DLC, per i possessori del Season Pass, Far Cry 3 Classic Edition sarebbe stato disponibile 4 settimane prima dell'uscita, avvenuta il 26 giugno 2018. 
Ubisoft, secondo una nota ufficiale, continuerà a sviluppare nuovi videogiochi della serie grazie alla licenza permanente per l'utilizzo del motore di gioco, il CryEngine di Crytek.

## Trama

### Incipit
Il gioco è ambientato interamente nel vastissimo arcipelago di Rook Island presumibilmente in Indonesia, da anni sconvolto da una guerra civile tra le tribù indigene e i mercenari guidati dal signore della guerra Hoyt Volker e i sanguinari pirati dal folle Vaas Montenegro, suo collaboratore gestente l'isola a nord. Il protagonista giocabile è Jason Brody, uno studente di Los Angeles, paracadutatosi con la fidanzata Liza, i fratelli Grant e Riley e gli amici Daisy, Oliver e Keith, durante un viaggio a Bangkok, e finiti sfortunatamente sull'arcipelago e catturati dai criminali. Dopo un primo incontro con il capo dei pirati che minaccia di liberarli solo dietro riscatto, Jason e Grant fuggono. Quest'ultimo grazie all'addestramento militare riesce a fuggire e a portare in salvo anche Jason, ma a un passo dalla salvezza, Grant viene ucciso dallo spietato Vaas con un colpo di pistola. Jason non può fare altro che darsi a una fuga disperata inseguito dai fuorilegge e dai loro elicotteri. Il ragazzo cade da un ponte, ma viene salvato da Dennis Rogers, un emigrato liberiano che lo conduce presso i rakyat e iniziandolo alla tribù incidendogli un tatau. Qui Jason conosce i rudimenti della sopravvivenza dagli abitanti dell'isola che gli insegnano a combattere contro nemici umani e animali, usare veicoli,  dialogare, acquistare e riparare oggetti.
Dopo aver fornito supporto ad un gruppo di Rakyat alla conquista di un avamposto controllato dai pirati di Vaas, Jason viene indirizzato alla casa del Dottor. Earnhardt, dove si trova la sua amica Daisy, fuggita dai pirati e soccorsa dal Dottore.

### Daisy e l'incontro con Citra
Le conoscenze di Jason si estendono inizialmente al Dottor. Earnhardt, un portentoso chimico ritiratosi dalla vita d'un tempo, dipendente dalle stesse droghe che produce con cui combatte la profonda depressione causatagli dalla perdita prematura di sua figlia quando era in Inghilterra. L'aiuto di Jason nella ricerca dei funghi per la produzione di un antidoto per Daisy, si rivela vitale per mettere in salvo il suo primo compagno a cui confessa la tragica perdita di Grant, proprio fratello e fidanzato della stessa ragazza. Jason affida Daisy all'inizialmente scettico Earnhardt, che vedrà poi in lei l'immagine di sua figlia decidendo così di ospitare anche gli altri eventuali sopravvissuti.
Il passo successivo è conoscere Citra, la seducente donna a capo dei Rakyat e sorella di Vaas che chiede a Jason un antico pugnale andato perduto da secoli. In una visione provocata dal potente allucinogeno datogli da Citra, Jason ha visioni del futuro dove vede un uomo in bianco: la chiave per aprirsi la strada verso il pugnale con cui conquisterà la piena fiducia dei Rakyat, validissimi alleati.

### Liza
Quando Jason viene a sapere, grazie ad una soffiata di Dennis, che Vaas ha portato la sua fidanzata Liza in un centro di stoccaggio accorre subito facendosi strada tra i pirati lì presenti ad aspettarlo. Viene, però, catturato e portato al cospetto proprio di Vaas. Davanti e come lui, legati ad una sedia, ci sono Liza, la fidanzata, ed Oliver, suo amico. Quest'ultimo viene portato via e, dopo aver scoperto il legame di sangue fraterno tra Citra e Vaas, Jason combatte per salvare se stesso e la fidanzata dalla casa crollante in fiamme. Nonostante avesse appiccato l'incendio, Vaas torna di nuovo alla caccia del fortunato Jason, riuscito ad evadere per la seconda volta dalle sue grinfie.

### L'agente Willis e il pugnale dei Rakyat
Dopo aver salvato Liza, Jason andrà in cerca dell'uomo in bianco che aveva visto nella visione al Tempio di Citra. Scoprirà essere l'agente della CIA sotto copertura Willis Huntley, incaricato di controllare gli spostamenti di Hoyt e Vaas a Rook Island. Grazie a lui, Jason riesce a far crollare gradualmente l'impero di Vaas: prima bruciando con un lanciafiamme i campi in cui viene coltivata la droga, poi facendo esplodere i depositi di armi. Nello stesso villaggio in cui conosce Willis, Jason viene a sapere di un eccentrico australiano di nome Buck che ha comprato Keith, altro suo compagno scomparso, da Vaas. Naturalmente non riesce a convincerlo con le sole parole a rimettere in libertà il "costoso" schiavo Keith. Buck gli propone uno scambio e gli mostra un disegno che raffigura lo stesso pugnale di cui lui stesso è già alla ricerca. Nonostante l'indecisione sul da farsi, Jason cerca e trova, dopo molte peripezie tra le antiche rovine sotterranee dell'isola, riesce finalmente a trovare il tanto ambito pugnale. Al momento dello scambio Buck cerca di approfittare sessualmente di lui, come già aveva fatto con Keith. Lo scontro si risolve con la morte di Buck e la liberazione di Keith.
Jason porta il pugnale a Citra che gli promette tutto l'aiuto possibile della sua tribù per affrontare Vaas. Dopo avergli fatto bere un altro potente allucinogeno, Citra include, con un rito ammiccante e sessuale, Jason nella tribù eleggendolo a potente ed innato guerriero e rifinendogli ancora il Tatau che ha sul braccio.

### Il cambiamento
Proprio dopo il suo ingresso ufficiale nei Rakyat, Jason si fionderà con coraggio e determinazione contro Vaas per mettere fine, finalmente, al suo regime di terrore e di follia. Viene a sapere da Keith che suo fratello minore Riley è perito sotto il fuoco dei proiettili dei pirati. Spinto dall'irrefrenabile vendetta tenta di uccidere Vaas, ma fallisce e viene catturato dallo stesso. Dopo un raccapricciante monologo sulla follia, Vaas tenta di far annegare Jason legandolo ad un grosso macigno. Ancora una volta Jason scappa alla morte, fino a quando, dopo lo schianto dell'elicottero che aveva tentato di dirottare, Vaas gli sarà ancora una volta davanti. Ripetutogli lo stesso monologo di follia, incentrato sull'ossessiva ripetitività delle azioni, gli spara a sangue freddo dritto nel petto. Jason si risveglia, miracolosamente, sotto il mucchio di cadaveri aiutato da Dennis. Scopre che l'accendino donatogli dallo stesso Vaas ha fermato in tempo la pallottola altrimenti mortale. Jason approfitta della sua morte apparente per cogliere di sorpresa Vaas che uccide dopo un lungo e spettacolare combattimento con il coltello donatogli da Citra (anche se, dal videogioco Vaas: Insanity si scoprirà essere sopravvissuto allo scontro). Torna sano e salvo dai suoi amici sopravvissuti, nella caverna in cui stanno costruendo tutti insieme la nave che li porterà, finalmente, lontani da quell'inferno. Con totale rammarico della fidanzata e dei suoi amici, Jason decide di restare per chiudere una volta per tutte i conti con Hoyt, il principale signore della guerra che tira i fili nelle Rook Island. La natura selvaggia dell'isola sembra aver corrotto l'animo del giovane Jason che scopre gusto nell'uccidere e in tutto quello che gli può dare una forte scarica d'adrenalina. Ignora tutto ciò per concentrarsi sul suo obiettivo: la morte di Hoyt e la liberazione delle Rook Island.

### Hoyt e l'isola a Sud
Approfittando di un passaggio dell'uscente agente Willis, Jason si lancia dall'aereo con la tuta alare che lo porta dritto sull'isola a Sud. Qui conosce Sam Becker, un pezzo grosso dell'esercito privato di Hoyt, anche lui covante i suoi stessi scopi. Grazie ai suoi consigli, Jason riesce ad infiltrarsi di soppiatto nell'organizzazione militare e commerciale di Hoyt con un nome falso "Foster". La prima prova per ottenere la fiducia del suo "capo" è torturare un prigioniero per fargli sputare la sua identità. Jason, suo malgrado, scoprirà essere suo fratello Riley. Per non far saltare la sua copertura e venire ucciso insieme a Sam è costretto a torturare impietosamente suo fratello minore. Questo devierà ancor di più il suo animo già corrotto dalla violenza e dal sangue che ha versato in precedenza.
Appena ottenuta la fiducia di Hoyt, Jason e Sam vengono invitati ad una partita a Poker. Sfortunatamente, Hoyt uccide Sam e rivela a Jason di sapere la sua vera identità fin dall'inizio. Costretto ad un gioco perverso, Jason perde un dito staccatogli da Hoyt ad una mano sfortunata a Poker. Lo riesce, tuttavia, ad affrontare a duello col coltello ed ucciderlo pugnalandolo al collo. Corre, quindi, verso l'aeroporto in cui sa esserci suo fratello minore venduto ad uno schiavista in Yemen. Riesce a salvarlo e scappare con lui in elicottero (sulle note della Cavalcata delle Valchirie di Richard Wagner) dopo un violento scontro a fuoco con i mercenari di Hoyt.

### Il ritorno da Citra
Dopo una telefonata incomprensibile vocalmente, ma di terrore, di Liza, Jason scopre che la villa in collina del Dott. Earnhardt è stata rasa al suolo. Lo stesso Dottore, nei suoi ultimi respiri, rivela a Jason che i suoi compagni sono stati portati al tempio di Citra. Jason e Riley accorrono in elicottero. Qui Jason viene tramortito dai Rakyat, legato e portato all'interno del tempio.
Citra confessa il suo amore per Jason, il guerriero perfetto e indistruttibile che ha curato ed addestrato. Decide quindi di rompere l'ultimo ostacolo tra lei e Jason preparando i suoi compagni, la sua fidanzata e suo fratello al sacrificio nel tempio. Restare per sempre sull'isola o fuggire con i propri compagni? La scelta è solo del giocatore e questa determinerà uno dei due finali:
- Risparmiare i compagni: Jason libera tutti i suoi compagni. Citra, presa dalla rabbia e dalla delusione, esplode in un triste pianto. Dennis, che covava lo stesso amore non corrisposto, tenta di accoltellare Jason, ma Citra si frappone fra lui e la lama mortale. La donna cade a terra e, alle parole "Ti amo", chiude gli occhi per sempre sotto gli sguardi stupefatti dei presenti. Jason cerca, alla fine, di ricredersi e cercare nella sua persona un briciolo di umanità che, forse, non è andato perduto. Lui e i suoi compagni sono salvi, ma non la giovane Citra che l'ha aiutato...
- Allearsi a Citra: con un impietoso fendente, Jason sgozza la propria fidanzata e poi intraprende sull'altare del Tempio dei Rakyat un rapporto sessuale con Citra. Proprio nel culmine di questo, Citra squarta la pancia di Jason con il suo coltello. Il suo sacrificio è completo, infatti Jason è l'ultimo ostacolo da lei ritenuto impuro (il più grande nemico di Jason è infatti se stesso) e la nascita del figlio rappresenterà la venuta del "guerriero perfetto" nella tribù dei Rakyat, che ora dominano le Rook Island.

## Modalità di gioco
Il gioco ha una modalità di free roaming disponibile fin dall'inizio. Il giocatore può esplorare la mappa a suo piacimento fin dalle prime missioni. La mappa potrà essere "rivelata" scalando le torri radio presenti nel gioco, che mostreranno una porzione di mappa con tutte le attività disponibili, gli avamposti da conquistare o conquistati e le regioni di caccia. Si potrà scegliere fino a un massimo di quattro armi da portare, con le relative munizioni e le granate.

### Personaggi
- Jason Brody: Protagonista e personaggio giocabile; nato nel 1988, era uno studente del college con ottimi voti e un fisico atletico. Prima di arrivare a Rook Island era immaturo e pensava solo a praticare sport estremi, ma durante la sua avventura sull'isola maturerà scoprendosi coraggioso e disposto a tutto per salvare i suoi amici ma allo stesso tempo spietato e compiaciuto nell'uccidere. In italiano è doppiato da Massimo Di Benedetto.
- Grant Brody: Fratello maggiore di Jason; ha prestato servizio nell'esercito e ha promesso al padre morto che si sarebbe preso cura dei 2 fratelli. Verrà ucciso all'inizio del gioco da Vaas con un colpo di pistola alla gola. In italiano è doppiato da Diego Baldoin.
- Riley Brody: Fratello minore di Jason e Grant e pilota alle prime armi; viene catturato da Hoyt e tenuto prigioniero per quasi tutto il gioco. Creduto morto, verrà invece liberato da Jason verso la fine del gioco. In italiano è doppiato da Alessandro Germano.
- Daisy Lee: Amica di Jason e fidanzata di Grant; è una nuotatrice professionista e sembra intendersene anche di barche. Viene catturata da Vaas ma riesce a scappare; durante la fuga finisce in un campo di piante velenose con una profonda ferita al braccio, ma fortunatamente verrà trovata e curata dal dr. Earnhardt. In italiano è doppiata da Elisabetta Spinelli.
- Liza Snow: Fidanzata di Jason; era la presidentessa del consiglio studentesco ed è una futura star di Hollywood. Viene catturata da Vaas e salvata da Jason. È molto sensibile e si preoccupa molto del suo rapporto con Jason, tanto da mettersi a piangere quando Jason decide di restare sull'isola invece di ripartire con lei. Spetterà a Jason nel finale decidere se salvarla fuggendo dall'inferno delle Rook Island o ucciderla per assecondare Citra nel completare la via del guerriero. In italiano è doppiata da Elena Gianni.
- Keith Ramsay: Amico di Jason; al college è stato sorpreso parecchie volte a copiare ed è abbonato a più di 20 siti porno. Viene catturato da Hoyt e poi venduto a Buck, il quale probabilmente lo violentava. Verrà salvato da Jason. In italiano è doppiato da Federico Zanandrea.
- Oliver Carswell: Altro amico di Jason molto ricco e figlio di un imprenditore finanziario; è stato arrestato diverse volte per possesso di droga e una volta per spaccio. Viene catturato da Vaas e inizialmente Jason prova a salvarlo, senza successo. Più avanti, grazie ad un'imboscata al convoglio che trasporta Oliver, il protagonista lo porta in salvo. In italiano è doppiato da Stefano Pozzi.
- Dennis Roger: Immigrato liberiano che farà subito amicizia con Jason; lasciò la Liberia a causa della povertà ed emigrò negli Stati Uniti dove restò per un decennio passando di lavoro in lavoro. Ripartito ed arrivato a Rook Island incontra Citra e decide di rimanere e diventare un guerriero Rakyat. In italiano è doppiato da Claudio Ridolfo.
- Citra Talugmai Montenegro: Capo della tribù dei Rakyat e sorella di Vaas; diventerà una sorta di 'guida spirituale' per Jason nutrendo anche dei sentimenti nei suoi confronti. Alla fine del gioco si rivelerà mentalmente instabile e, a seconda della scelta finale del giocatore, si sacrificherà per Jason o farà sesso con lui per poi ucciderlo. In italiano è doppiata da Alessandra Felletti.
- Vaas Montenegro: Fratello di Citra e antagonista secondario del gioco; è il boss dell'isola del nord, è folle e costantemente sotto effetto di stupefacenti. Catturerà gli amici di Jason per farsi consegnare dei soldi dai loro genitori e venderà i ragazzi a degli schiavisti. Mostrerà subito una particolare antipatia per Jason e cercherà diverse volte (inutilmente) di ucciderlo. Tuttavia alla fine sarà lui ad avere la peggio. In italiano è doppiato da Francesco Mei.
- Hoyt Volker: Antagonista principale del gioco; gestisce il più grande traffico di schiavi, di armi e di droga del Pacifico del sud. Ha un atteggiamento sarcastico e disprezza i nativi dell'isola. Come Vaas anche lui sembra mentalmente instabile e come Jason è abile con il machete. Alla fine del gioco, lui e Jason combattono un duello con il machete dal quale Jason esce vincitore riuscendo ad uccidere Hoyt e a mettere fine al suo dominio. In italiano è doppiato da Pino Pirovano.
- Bambi "Buck" Hughes: Mercenario al servizio di Hoyt; è nato e cresciuto in Australia e si unì alle forze armate da ventenne, ma venne respinto perché incline alla violenza; in seguito girò gran parte del Pacifico del sud e alla fine decise di lavorare per Hoyt. Come gli altri antagonisti del gioco anche lui sembra essere mentalmente instabile. Comprerà Keith per violentarlo e dirà a Jason che se vuole riavere l'amico dovrà trovare e consegnargli un antico pugnale (lo stesso che vuole Citra) divertendosi ad irritare ripetutamente Jason. Alla fine Jason gli porterà il pugnale ma Buck, invece di lasciare andare Keith, cercherà di violentare anche lui. Viene ucciso da Jason dopo la tentata violenza nei suoi confronti. In italiano è doppiato da Claudio Colombo.
- Willis Huntley: Agente della CIA sotto copertura che sta raccogliendo informazioni su Hoyt e che vede in Jason un prezioso aiutante. Gli darà delle missioni da compiere per indebolire Vaas e l'impero di Hoyt (bruciare i campi di marijuana dei pirati e distruggere i loro depositi di armi). Verso la fine del gioco tornerà in patria dopo avere paracadutato Jason sull'isola del sud. Sarà inoltre lui (all'inizio in modo anonimo) a inviare al cellulare di Jason informazioni sull'isola, che costituiscono, di fatto, la guida del gioco. Comparirà anche nel sequel di questo gioco: Far Cry 4. In italiano è doppiato da Alessandro Conte.
- Sam Becker: Agente infiltrato tra le truppe di Hoyt con l'obiettivo di ucciderlo. Persi i contatti con Willis, si ritrova a dover aspettare l'occasione giusta, che si presenta con Jason; dopo che anche Jason si è infiltrato tra i mercenari con il nome di Foster, lui e Sam si guadagnano la fiducia di Hoyt completando alcune missioni per lui. Sembrano avere l'occasione giusta quando il boss li invita a giocare a poker con lui ma, sfortunatamente per loro, Hoyt è a conoscenza del loro piano e uccide Sam. In italiano è doppiato da Ivo De Palma.
- Dr Alec Earnhardt: Chimico che si guadagna da vivere vendendo droga sul mercato nero a pirati e mercenari. Viveva in Inghilterra ma dopo la morte di sua figlia di due anni, Agnes, si trasferì a Rook Insland e da allora cura la sua depressione con le sue stesse droghe. Salverà Daisy e acconsentirà a ospitare gli amici di Jason in una grotta sotto la sua abitazione. Verrà ucciso dai Rakyat e rivelerà a Jason, sul punto di morire, la posizione degli amici. In italiano è doppiato da Gianni Quillico.
- Hurk: Un buffo personaggio appartenente al DLC "Delux Pack", vive da tempo sull'isola, vuole diventare un Rakyat solo per tatuarsi proprio come ha fatto Jason. Hurk tornerà anche nel DLC del capitolo successivo Far Cry 4. In italiano è doppiato da Luca Sandri.

### Via del cacciatore e Ricercati
Liberando gli avamposti occupati dai pirati e mercenari si sbloccano due tipi di missioni: Via del cacciatore e Ricercati. La via del cacciatore consiste nel trovare e uccidere determinati animali con un'arma scelta dal gioco. Alcuni di questi animali sono unici come la Pantera nera, il Tapiro dal ventre bianco, il Bufalo monocorno e il Coccodrillo albino. Le missioni Ricercato: Morto consistono nel trovare ed eliminare un comandante nemico con il pugnale per onorare la tradizione Rakyat. Gli altri nemici possono essere uccisi con qualunque arma.

### Multigiocatore
Far Cry 3 presenta due modalità multigiocatore: il multiplayer competitivo, funzionante con server non dedicati e dunque con ricerca dell'host migliore tra gli utenti, e modalità cooperativa fino a quattro giocatori solo online. La modalità cooperativa segue una storia non parallela alla trama del giocatore singolo, ma ambientata sei mesi prima. I protagonisti sono quattro, tanti quanti i giocatori che possono accedere alla partita. Le statistiche della cooperativa e del multiplayer sono condivise.
Il multiplayer competitivo ricorda quello dei classici sparatutto sul mercato come ad esempio Call of Duty. Possibile riferimento e ispirazione ad The Elder Scrolls V: Skyrim sono gli "Urli di Guerra" che aumentano, per un breve periodo, particolari statistiche dei propri compagni nel raggio d'azione dell'urlo stesso. Negli scontri multiplayer il sistema di copertura intelligente del giocatore singolo e della cooperativa viene meno.

## Accoglienza
Il gioco è stato, in generale, accolto in modo decisamente positivo sia dalla critica italiana che da quella estera:
- Metacritic: 88/100[5]
- Multiplayer.it: 9.3/10[6]
- Spaziogames: 9/10[7]
- IGN: 9/10[8]
- Machinima: 9/10[9]
- Game Informer 9/10[10]
- GamesRadar:  - Eccellente[11]
- InsideHardware.it : [12]

### Vendite
Il gioco, a maggio 2014, ha venduto circa 9 milioni di copie, divenendo così il secondo franchise più venduto da Ubisoft.

## Espansioni
Il Deluxe Bundle di Far Cry 3 contiene:
- 4 Missioni Monkey Business con Hurk
- 2 Missioni di The Lost Expeditions
- 4 Nuovi animali da cacciare (Puma, Tilacino, Tigre Bianca e Avvoltoio Rosso)
- 2 Nuove armi per giocatore singolo (Pugnale tribale e Fucile da caccia M700)
- 2 Nuove armi per il multiplayer da sbloccare (Pistola lanciarazzi e Arco Predator)
- Un nuovo personaggio, Hurk; e 2 nuovi filmati di fine partita per il multiplayer, con protagonisti Hurk e le sue scimmie.

Far Cry 3: Blood Dragon invece è un'espansione stand-alone di Far Cry 3 sviluppata da Ubisoft Montreal.
Il gioco si svolge in un'isola retrofuturistica liberamente esplorabile, dove il giocatore veste i panni del cyborg Rex 'Power' Colt.